# José Lucas Chaparro
José Lucas Chaparro Vizcarra (Cusco, 1830 - Cusco, 14 de noviembre de 1906) fue un político peruano. 
Fue miembro de la Convención Nacional del Perú (1855) por la provincia de Urubamba entre 1855 y 1857 que, durante el segundo gobierno de Ramón Castilla, elaboró la Constitución de 1856, la sexta que rigió en el país.
En 1863 ejercía el cargo de subprefecto de la provincia de Paruro. Fue elegido miembro del Congreso Constituyente de 1867 por la provincia de Paruro durante el gobierno de Mariano Ignacio Prado. Este congreso expidió la Constitución Política de 1867, la octava que rigió en el país, y que solo tuvo una vigencia de cinco meses desde agosto de 1867 a enero de 1868.
Chaparro sería un conspicuo líder pierolista en la región y conductor de las montoneras organizadas en el departamento del Cusco. Participó activamente en la toma de la ciudad y la expulsión del prefecto Pedro Mas durante la guerra civil de 1894 y 1895 en la que, junto con David Samanez Ocampo, dirigen el bando pierolista. Luego, en 1895, volvió a ser elegido diputado por la provincia de Paruro mienetras que su hijo Ramón lo fue por la provincia del Cusco.
Falleció en el Cusco en 1906 de una enfermedad pulmonar.